# Волшебный рог мальчика (Малер)
«Волшебный рог мальчика» (нем. Des Knaben Wunderhorn) — сборники песен Густава Малера, написанные на стихи из поэтического сборника «Волшебный рог мальчика» Арнима и Брентано. Первый сборник из девяти песен, написанных для голоса и фортепиано, создавался в конце 1880-х и в начале 1890-х годов и впервые был опубликован в 1892. Второй сборник из 12 песен — для голоса и оркестра (песни создавались в 1892—1901) — при жизни не был опубликован. Кроме названных, на стихи из сборника Арнима-Брентано Малер в 1890-е годы написал ещё три оркестровые песни (Das himmlische Leben, Urlicht, Es sungen drei Engel), таким образом, общее число песен Малера на стихи популярного поэтического сборника составляет 24. Чаще других исполняется сборник оркестровых песен (который иногда некорректно называют «оркестровой версией»), обычно двумя солистами — мужчиной (баритоном) и женщиной (меццо-сопрано или контральто).

## История создания
Изданный в 1806—1808 годах сборник «Волшебный рог мальчика», составленный поэтами из гейдельбергского кружка романтиков Ахимом фон Арнимом и Клеменсом Брентано, на протяжении многих лет был одной из настольных книг Малера: тексты из этого сборника композитор использовал во Второй, Третьей и Четвёртой симфониях, вокальный цикл «Песни странствующего подмастерья» также открывается стихами из «Волшебного рога».
Название «Волшебный рог мальчика» закрепилось за циклом песен для голоса с оркестром, который Малер начал писать в Гамбурге; однако ещё задолго до этого, в Лейпциге (где он работал до мая 1888 года) и позже в Будапеште, Малер положил на музыку 7 песен из сборника Арнима и Брентано. Как и «Песни странствующего подмастерья» (в первоначальной редакции), они были написаны для голоса и фортепиано, и 13 ноября 1889 года в Будапеште, состоялось их первое публичное исполнение; солировала Бьянка Бьянки (сопрано), аккомпанировал на фортепиано автор. В 1890 году Малер добавил к этому циклу ещё две песни.
В 1892 году, уже работая в Гамбурге, Малер вновь обратился к сборнику Арнима и Брентано и написал пять «юморесок» (нем. Humoresken) уже для голоса и оркестра. На протяжении 1892—1901 годов он дополнил цикл ещё десятью «песнями, юморесками и балладами» (нем. Lieder, Humoresken und Balladen). Из написанных 15 песен одна, «Жизнь небесная» (нем. Das himmlische Leben), стала финалом Четвёртой симфонии, другую, «Свет истинный» (нем. Urlicht), Малер включил во Вторую симфонию; песня «Три ангела пели» (нем. Es sungen drei Engel) стала пятой частью его Третьей симфонии, — в окончательной редакции второй цикл составили 12 песен.
Первое публичное исполнение состоялось в Гамбурге 27 октября 1893 года, под названием «Баллады и юморески из „Волшебного рога мальчика“». Клементина Шух-Просска и Пауль Бульс исполнили в сопровождении оркестра под управлением автора только первые пять песен (пятой в первоначальной версии была «Небесная жизнь») и 9-ю, «Рейнская сказочка» (нем. Rheinlegendchen).
9 ноября 1905 года Малер записал на фирме «Вельте-Миньон» две песни: «Шёл с радостью по зелёному лесу» (нем. Ich ging mit Lust durch einen grünen Wald) из первого, фортепианного цикла и «Небесную жизнь» в переложении для фортепиано.

## Песни
Отбор текстов, пишет Инна Барсова, и особенно их музыкальное оформление свидетельствуют о том, что романтическое видение мира Малера в этот период уже не удовлетворяло: лишь отдельные «юморески», как «Рейнская сказочка» или «Кто придумал эту песенку?», сохраняют наивность народной песни. Некоторые из отобранных текстов представляют собой небольшие притчи, — в их горькой иронии или задорной сатире Малер открывал трагическое, поднимающееся до символа обобщение, своей музыкой он стремился придать текстам общезначимость. Иногда заострял сатиру, как, например, в песне «Похвала знатока» — пародийным несоответствием между язвительным текстом и нарочитой наивностью музыки.

### Для голоса и фортепиано
1. Um schlimme Kinder artig zu machen (Ради доброго воспитания плохих детей)
2. Ich ging mit Lust durch einen grünen Wald (Шёл я радостно по зелёному лесу)
3. Aus! Aus! (Вон! Вон!)
4. Starke Einbildungskraft (Большое воображение)
5. Zu Straßburg auf der Schanz (На крепостном валу в Страсбурге)
6. Ablösung im Sommer (Увольнение летом)
7. Scheiden und Meiden (Разлука)
8. Nicht Wiedersehen! (Никогда не увидеться снова!)
9. Selbstgefühl (Тщеславие)

### Для голоса и оркестра
1. Der Schildwache Nachtlied (Ночная песня стражника) — из цикла солдатских песен
2. Verlorne Müh' (Напрасный труд) — из цикла солдатских песен
3. Trost im Unglück (Утешение в несчастьи)
4. Wer hat dies Liedlein erdacht? (Кто придумал эту песенку?)
5. Das irdische Leben (Жизнь земная) — притча о гибнущем ребёнке, который просит дать ему хлеба, но мать-судьба обманывает его пустыми обещаниями
6. Des Antonius von Padua Fischpredigt (Проповедь Антония Падуанского рыбам)
7. Rheinlegendchen (Рейнская сказочка)
8. Lob des hohen Verstandes (Хвала знатока) — юмористический рассказ о состязании в пении между кукушкой и соловьём; премудрый арбитр присудил победу кукушке; Малер хотел назвать эту песню «Похвала критика»
9. Lied des Verfolgten im Turm (Песня заточённого в башне узника)
10. Wo die schönen Trompeten blasen (Где звучат чудесные трубы) — наивные представления крестьянского парня о романтике солдатской службы
11. Revelge (Солдатская побудка)
12. Der Tamboursg’sell (Барабанщик)
Первоначально в оркестровый сборник входили песни Urlicht и Es sungen drei Engel. Включив эти песни в симфонии (соответственно, во Вторую и Третью), композитор заменил их в сборнике вновь написанными Revelge (1899) и Der Tamboursg’sell (1901). Песню Urlicht и песню Das himmlische Leben (первоначально написана как самостоятельная композиция для голоса с оркестром), образующую явный пандан к Das irdische Leben, исполнители довольно часто включают в свои концертные интерпретации и записи, таким образом расширяя композицию до 13 или 14 частей.
Поскольку сборник не является вокальным циклом (нет единой фабулы и сквозной драматургии), музыканты исполняют отдельные песни как автономные и законченные произведения (чаще других «Проповедь Антония Падуанского рыбам», «Кто придумал эту песенку?» и «Хвала знатока»), делают собственные тематические подборки (например, из песен на военную тему), а также по собственному усмотрению меняют последовательность песен.

## Избранная дискография
Фортепианный сборник
- 1959 Криста Людвиг / Джералд Мур (EMI CDM 7 64076 2)
- 1996 Angelika Kirchschlager / Helmut Deutsch (SONY SK 68344)

Оркестровый сборник
- (p) 1950 Lorna Sydney / Alfred Poell / Vienna State Opera Orchestra / Felix Prohaska (Vanguard VRS 478; 13 частей)
- (p) 1963 Maureen Forrester / Heinz Rehfuss / Orchestra of the Vienna Festival / Felix Prohaska (Vanguard VSD-2154; 13 частей)
- 1968 Элизабет Шварцкопф / Дитрих Фишер-Дискау / Лондонский симфонический оркестр / Джордж Сэлл (EMI 7 47277 2; 12 частей)
- 1969 Криста Людвиг / Андреас Шмидт / Нью-Йоркский филармонический оркестр / Леонард Бернстайн (Sony SMK 47 590; 13 частей)
- 1978 Дитрих Фишер-Дискау / Даниель Баренбойм (EMI; обработка для голоса с фортепиано; 12 частей)
- 1979 Бригитта Фассбендер / Дитрих Фишер-Дискау / Симфонический оркестр радио Саара / Ганс Цендер (CPO 999 479-2; выборка, 11 частей)
- (p) 1980 Эва Андор / Иштван Гати / Оркестр Венгерского радио и ТВ / Дьёрдь Лехель (Hungaroton SLPX 12043; 12 частей)
- 1986 Лючия Попп / Бернд Вайкль / Лондонский филармонический оркестр / Клаус Теннштедт (EMI; 12 частей)
- 1987 Лючия Попп / Андреас Шмидт / Оркестр Консертгебау / Леонард Бернстайн (DG 459 080-2; 13 частей)
- 1989 Дитрих Фишер-Дискау / Берлинский филармонический оркестр / Даниель Баренбойм (Sony; 12 частей)
- (p) 1993 Томас Хэмпсон / Джеффри Парсонс (Teldec; 15 частей, включая Es sungen drei Engel; обработка для голоса с фортепиано)
- 1998 Анна-Софи фон Оттер / Томас Квастхоф / Берлинский филармонический оркестр / Клаудио Аббадо (DG; 13 частей)
- 2000 Барбара Бонни / Сара Фульгони / Гёста Винберг / Маттиас Гёрне / Оркестр Консертгебау / Рикардо Шайи (Decca; 14 частей)
- (p) 2006 Sarah Connolly / Dietrich Henschel / Orchestre des Champs-Élysées / Филипп Херревеге (harmonia mundi HMC 901920; 14 частей)
- 2010 Магдалена Кожена / Кристиан Герхаэр / Кливлендский оркестр / Пьер Булез (DG 477 9060; 12 частей)